# Poljot Termelési Egyesülés
A Poljot Termelési Egyesülés (oroszul: Производственное объединение «Полёт», magyar átírásba: Proizvogyityelnoje objegyinyenyije Poljot), rövidítve PO Poljot), korábban 166. számú repülőgépgyár Omszkban működő, repülőgépeket és űrhajózási hordozórakétákat gyártó orosz gépgyár. Műholdakat is fejleszt és gyárt. 2007-től a Hrunyicsev Gépgyárhoz tartozik.

## Története
A vállalat elődjét a második világháború idején, 1941. július 24-én hozták létre a moszkvai 156. sz. repülőgépgyár (napjainkban: Tupoljev vállalat) és a 81. sz. gyár (napjainkban: Tusinói Gépgyár) Omszkba költöztetésével 166. sz. repülőgépgyár néven. Az újonnan létrehozott gyárhoz több kisebb helyi gyárt és üzemet is csatoltak. A gyár első igazgatója Anatolij Ljapigyevszkij volt. 1941–1943 között az omszki gyárban működött Andrej Tupoljev tervezőirodája is. A gyárban 1942–1945 között a gyárban 3800 darab repülőgépet építettek. Ezek közül 3500 darab Jak–9-es vadászrepülőgép volt. Egyéb típusok mellett 80 darab Tu–2-es bombázó is készült ott. Tupoljev tervezőirodája már 1943 közepén visszatért Moszkvába.
A második világháború után az omszki gyárban folytatódott a repülőgépek gyártása. 1949-ben kezdődött el a sugárhajtású Il–28 frontbombázó sorozatgyártása. Ebből 1955-ig 758 darabot készítettek Omszkban. Ezt követte az első szovjet sugárhajtású utasszállító, a Tu–104 sorozatgyártása 1955–1960 között, melyből 54 darabot építettek.

## Jelenlegi gyártmányai
- Koszmosz–3M hordozórakéta
- Angara hordozórakéta
- Nagyezsda műhold
- Unyiverszityetszkij könnyű tudományos műhold (miniműhold)
- Sztyerh műhold